# Ernst August Leopold Grüttefien
Ernst August Leopold Grüttefien (* 18. Dezember 1837 in Neuhaldensleben; † 17. Januar 1890 in Berlin) war ein deutscher Architekt und Eisenbahnbaumeister.

## Leben
Grüttefien, Sohn eines Kaufmanns, besuchte die Höhere Gewerbe- und Handelsschule in Magdeburg, studierte von Oktober 1856 bis Dezember 1858 an der Berliner Bauakademie mit Abschluss als Bauführer und war anschließend praktisch tätig bei der Westfälischen und der Bergisch-Märkischen Eisenbahn. Ab 1861 studierte er an der Bauakademie weiter und schloss am 2. August 1864 mit der Baumeisterprüfung ab. Bereits im April 1864 wurde er von dem Geheimen Oberbaurat Carl Lentze, der von der preußischen Regierung den Auftrag zur Planung des Nord-Ostsee-Kanals erhalten hatte, als Mitarbeiter hinzugezogen. Von 1865 bis 1868 war er Dozent für Mathematik an der Bauakademie. Ab März 1866 widmete er sich ausschließlich dem Eisenbahnbau. Zunächst bis Mitte 1868 bei der Niederschlesisch-Märkischen Eisenbahn, dann  bei der Bergisch-Märkischen Bahn bis zu seiner Versetzung im Mai 1872 zur Eisenbahndirektion in Hannover, nachdem er im Januar 1872 die Eisenbahn-Baumeisterprüfung abgelegt hatte. Während des Krieges 1870/71 wurde er zur „Feld-Eisenbahn-Abteilung Nr. 4“ als Baumeister einberufen. In Hannover wurde er im Juli 1873 Eisenbahn-, Bau- und Betriebsinspektor, Vorsteher des technischen Büros der Eisenbahndirektion und im Juli 1876 betriebstechnisches Mitglied der Direktion. Im Januar 1877 wurde er zum Regierungs- und Baurat befördert und sechs Monate später zum Geheimen Baurat und Vortragenden Rat in der Eisenbahnabteilung des Ministeriums der öffentlichen Arbeiten. Am 20. September 1880 wurde er Mitglied der Akademie des Bauwesens und im Juli 1882 Geheimer Oberbaurat. Kurz nach Einführung des Technischen Oberprüfungsamts im Jahr 1886 wurde er auch in diese Behörde berufen. Grüttefien war verheiratet von 1864 bis 1881 (Tod der Ehefrau) und hatte sechs Kinder, darunter die Landschaftsmalerin Elisabeth Grüttefien-Kiekebusch.

## Ehrungen
Roter Adlerorden II. Klasse mit Eichenlaub (1888)

## Bauten
- 1867–1869: Bahnsteighalle des Schlesischen Bahnhofs in Berlin, zusammen mit Wilhelm Schwedler
- 1876–1879: Neubau des Bahnhofs in Hannover, zusammen mit Hubert Stier

sowie Mitwirkung bei den Bahnhofsbauten in Hamburg, Bremen, Osnabrück, Kreiensen, Northeim, Göttingen, Uelzen, Frankfurt/M, Hildesheim, Halle u. a.